# Los Assions
Les Assions és un municipi francès situat al departament de l'Ardecha i a la regió d'Alvèrnia-Roine-Alps. L'any 2007 tenia 614 habitants.

## Demografia

### Població
El 2007 la població de fet de Les Assions era de 614 persones. Hi havia 270 famílies de les quals 92 eren unipersonals (46 homes vivint sols i 46 dones vivint soles), 99 parelles sense fills, 68 parelles amb fills i 11 famílies monoparentals amb fills.
La població ha evolucionat segons el següent gràfic:
Habitants censats

### Habitatges
El 2007 hi havia 479 habitatges, 285 eren l'habitatge principal de la família, 186 eren segones residències i 8 estaven desocupats. 445 eren cases i 31 eren apartaments. Dels 285 habitatges principals, 211 estaven ocupats pels seus propietaris, 54 estaven llogats i ocupats pels llogaters i 20 estaven cedits a títol gratuït; 2 tenien una cambra, 20 en tenien dues, 68 en tenien tres, 80 en tenien quatre i 116 en tenien cinc o més. 258 habitatges disposaven pel capbaix d'una plaça de pàrquing. A 140 habitatges hi havia un automòbil i a 123 n'hi havia dos o més.

### Piràmide de població
La piràmide de població per edats i sexe el 2009 era:
| Homes | Edats   | Dones |
| ----- | ------- | ----- |
| 0     | 95 o +  | 0     |
| 4     | 90 a 94 | 4     |
| 4     | 85 a 89 | 8     |
| 16    | 80 a 84 | 8     |
| 8     | 75 a 79 | 24    |
| 24    | 70 a 74 | 8     |
| 8     | 65 a 69 | 24    |
| 28    | 60 a 64 | 8     |
| 20    | 55 a 59 | 12    |
| 16    | 50 a 54 | 20    |
| 36    | 45 a 49 | 28    |
| 28    | 40 a 44 | 40    |
| 20    | 35 a 39 | 4     |
| 4     | 30 a 34 | 8     |
| 8     | 25 a 29 | 8     |
| 4     | 20 a 24 | 0     |
| 36    | 15 a 19 | 12    |
| 16    | 10 a 14 | 24    |
| 4     | 5 a 9   | 8     |
| 8     | 0 a 4   | 0     |

## Economia
El 2007 la població en edat de treballar era de 370 persones, 267 eren actives i 103 eren inactives. De les 267 persones actives 231 estaven ocupades (120 homes i 111 dones) i 36 estaven aturades (19 homes i 17 dones). De les 103 persones inactives 50 estaven jubilades, 20 estaven estudiant i 33 estaven classificades com a «altres inactius».

### Ingressos
El 2009 a Les Assions hi havia 274 unitats fiscals que integraven 598 persones, la mediana anual d'ingressos fiscals per persona era de 16.585 €.

### Activitats econòmiques
Dels 27 establiments que hi havia el 2007, 12 eren d'empreses de construcció, 3 d'empreses de comerç i reparació d'automòbils, 1 d'una empresa d'hostatgeria i restauració, 2 d'empreses immobiliàries, 5 d'entitats de l'administració pública i 4 d'empreses classificades com a «altres activitats de serveis».
Dels 7 establiments de servei als particulars que hi havia el 2009, 2 eren paletes, 3 guixaires pintors, 1 fusteria i 1 lampisteria.
L'any 2000 a Les Assions hi havia 36 explotacions agrícoles que ocupaven un total de 198 hectàrees.

## Equipaments sanitaris i escolars
El 2009 hi havia una escola elemental.

## Poblacions més properes
El següent diagrama mostra les poblacions més properes.